# Williams FJ33
Les FJ33 sont une famille de turbofans destinés à des avions à réaction très légers. Construit par l'Américain Williams International, le FJ33 est une version de taille réduite du FJ44, un autre moteur du même constructeur.
Il devrait propulser des avions dont la masse serait comprise entre 2 724 et 4 086 kg.

## Historique
Le moteur a été révélé en 1998 et avait déjà effectué 200 heures d'essais au sol à ce moment-là. Le FJ33-5A, dernière version produite en date, a été certifié en juin 2016,.

## Caractéristiques
Malgré des incertitudes, le moteur serait supposé être constitué d'une soufflante à un seul étage, suivie d'étages de compresseur axiaux, entraînés par une turbine basse-pression à deux étages, puis un compresseur haute-pression centrifuge, entraîné lui par une turbine haute-pression à un seul étage. La chambre de combustion serait de type annulaire.
Le FJ33 a une masse inférieure à 140 kg, un diamètre global de 535 mm, une longueur globale de 1 220 mm, et produit une poussée comprise entre 4,4 et 8 kN (800 kgp). La consommation spécifique de carburant à 5,3 kN de poussée serait de 13,8 g/(kN·s).

## Versions
- FJ33-1
- FJ33-2
- FJ33-3
- FJ33-4-A11
- FJ33-4
- FJ33-4-17M
- FJ33-4-18M
- FJ33-4A-19
- FJ33-5A : Dernière version produite, certifiée en juin 2016

## Applications
- Adam A700 AdamJet : Deux FJ-33-4A de 6,0 kN de poussée chacun ;
- ATG Javelin : Deux FJ33-4-19J de 8,0 kN de poussée chacun ;
- Cirrus Vision SF50 : Un FJ33-5A de 8,0 kN de poussée ;
- Diamond D-Jet : Un FJ33-4A-19 de 8,5 kN de poussée ;
- Epic Elite
- Flaris LAR01 (en) : Un FJ33-5A de 8,0 kN de poussée ;
- Spectrum S-33 Independence (en) : Deux FJ33-4A-19 de 6,68 kN de poussée chacun ;
- Sport Jet II (en) : Un FJ33-4A, utilisé seulement sur l'avion de développement.